# Glyphomitrium formosanum
Glyphomitrium formosanum är en bladmossart som beskrevs av Iwatsuki 1964. Glyphomitrium formosanum ingår i släktet skärgårdsmossor, och familjen Ptychomitriaceae. Inga underarter finns listade i Catalogue of Life.